# Генерал-губернатор Гамбии

Генерал-губернатор Гамбии (англ. Governor-General of The Gambia) — фактический глава государства Гамбия с 1965 по 1970 годы. Представлял формального главу государства — монарха Великобритании.
Пост появился с провозглашением независимости Гамбии в 1965 году и был упразднён с провозглашением президентской республики в 1970 году, после чего главой государства стал президент Гамбии.

## Список генерал-губернаторов Гамбии
|   | Портрет | Имя                                                                           | Вступил в должность | Покинул должность |
| - | ------- | ----------------------------------------------------------------------------- | ------------------- | ----------------- |
| 1 |         | Сэр Джон Уорбертон Пол (1916—2004) англ. John Warburton Paul                  | 18 февраля 1965     | 9 февраля 1966    |
| 2 |         | хаджи, Сэр Фариманг Мамади Сингате (1912—1977) англ. Farimang Mamadi Singateh | 9 февраля 1966      | 24 апреля 1970    |